# Bruno von Freyberg
Bruno von Freyberg (* 22. März 1894 in Cottbus; † 3. Juni 1981 in Erlangen) war ein deutscher Geologe, Paläontologe und Wissenschaftshistoriker.

## Leben
Er stammte aus dem alten süddeutschen Adelsgeschlecht der Freyberg. Bruno von Freyberg begann nach dem Abitur 1914 in Schleusingen Naturwissenschaften in Halle (Saale) zu studieren. Im Ersten Weltkrieg meldete er sich 1914 freiwillig, wurde zweimal verwundet und geriet in russische Kriegsgefangenschaft, aus der er ausgetauscht wurde, nachdem er einen Arm verloren hatte. Danach studierte er weiter Geographie, Geologie, Paläontologie und Philosophie an der Universität München und der Universität Halle, wo er Assistent bei Johannes Walther war und 1919 promoviert wurde (Der Aufbau des unteren Wellenkalks im Thüringer Becken). 1919 wurde er Mitglied der Deutschen Geologischen Gesellschaft. 1922 habilitierte er sich (Die untersilurischen Eisenerzlager des ostthüringischen Schiefergebirges, ihre Fauna und stratigraphische Stellung).
1928 wurde er außerordentlicher Professor für Praktische Geologie an der Universität Tübingen. 1925 bis 1930 unternahm er vier Forschungsreisen nach Südamerika (unter anderem zu den Eisenerzlagern von Minas Gerais in Brasilien). 1932/33 lehrte er zusätzlich an der TH Stuttgart, bevor er 1933 ordentlicher Professor und Direktor des geologisch-mineralogischen Instituts der Universität Erlangen wurde.
1941 wurde als Wehrgeologe in die Wehrmacht abkommandiert. Zwei Jahre später wurde er in das besetzte Griechenland versetzt. Nördlich von Athen sollte er die dortige Geologie und Kohlevorkommen untersuchen und den Ausbau von Flugabwehrstationen und Bunkern betreuen. Beim Bau eines Bunkers für Flugabwehrkanonen im Juli 1944 bargen die Arbeiter aus dem roten Schluffstein Fossilien, unter denen Freyberg einen Unterkiefer eines Affen identifizierte. Aufgrund des Krieges konnte er nur die geologischen Verhältnisse in der Umgebung dokumentieren und die Mitarbeiter bitten die Knochen zu bergen. Er schickte diese Funde vor dem Rückzug der Wehrmacht im September 1944 dem Experten Willhelm Otto Dietrich in Berlin, der elf Tierarten identifizierte, allerdings irrte er sich bei dem Unterkiefer, da er ihn als Hundsaffen (Mesopithecus pentelicus) bezeichnete. Erst 1969 entdeckte der Paläoanthropologe Gustav Heinrich Ralph von Koenigswald, dass es sich um eine neue, ausgestorbene Menschenaffenart handelt, die er zu Ehren des Entdeckers und nach dem Fundort: Graecopithecus freybergi nannte.
Nach Zweitem Weltkrieg und NS-Diktatur konnte er seine Professur in Erlangen erst wieder nach einer Unterbrechung wegen positiven Bewältigens des Entnazifizierungsverfahrens antreten, denn er war von 1921 bis 1924 Mitglied im Stahlhelm, Bund der Frontsoldaten und zum 1. Mai 1933 der NSDAP beigetreten (Mitgliedsnummer 3.175.177).
Er befasste sich auch mit Geologiegeschichte.

## Ehrungen und Auszeichnungen
- 1937: Wahl zum Mitglied der Leopoldina[4]
- 1956: Wahl zum Mitglied der Bayerischen Akademie der Wissenschaften.[5]
- 1972: Benennung der fossilen Menschenaffen-Art Graecopithecus freybergi durch Gustav Heinrich Ralph von Koenigswald[6]
- 2007: Benennung einer triassischen Conchostrakenart aus dem Coburger Sandstein durch Klaus-Peter Kelber und Heinz Kozur: Laxitextella freybergi KELBER & KOZUR 2007 in KOZUR & WEEMS, 2007

## Schriften
- Erz- und Minerallagerstätten des Thüringer Waldes, Borntraeger 1923
- Die tertiären Landoberflächen in Thüringen, Borntraeger 1923 Archive
- Die geologische Erforschung Thüringens in älterer Zeit: Ein Beitrag zur Geschichte der Geologie bis 1843, Borntraeger 1932
- Ergebnisse geologischer Forschungen in Minas Geraes, Neues Jahrbuch für Mineralogie, Geologie und Paläontologie, Sonderband 2, 1932
- Die Röt-Muschelkalkgrenze bei Eisfeld (Thüringen) und im Schalkauer Muschelkalkplateau. Geologische und Palaeontologische Abhandlungen, Neue Folge Band 19, Heft 3, Verlag von Gustav Fischer, Jena 1932
- Die Bodenschätze des Staates Minas Geraes (Brasilien), Schweizerbart 1934
- Thüringen: Geologische Geschichte und Landschaftsbild. Schriften des Deutschen Naturkundevereins, Neue Folge Band 5, Hohenlohe´sche Buchhandlung Ferdinand Rau, Öhringen 1937
- Die Pikermi-Fauna von Tour la Reine (Attica). In: Annales géologiques des Pays Helléniques. Serie 1, Band 3, 1951, S. 7–10.
- Zur Stratigraphie und Fazieskunde des Doggersandsteins und seiner Flöze, München 1951
- Johann Gottlob Lehmann (1719–1767) ein Arzt, Chemiker, Metallurg, Bergmann, Mineraloge und grundlegender Geologe, Erlangen 1955
- Der Coburger Bausandstein (Mittlerer Keuper) von Zeil-Ebelsbach als Beispiel einer epikontinentalen Schichtfolge. Erlanger Geol. Abh., 58: 60 S.; Erlangen 1965
- Die Keupersammlung Kehl, Geol. Bl. NO-Bayern, 15, Erlangen 1965, S. 151–166
- Übersicht über das Malm der Altmühl-Alb, Erlangen 1968
- Tektonische Karte der Fränkischen Alb und ihrer Umgebung, Erlangen 1969
- Die erste erdgeschichtliche Erforschungsphase Mittelfrankens (1840–1847); eine Briefsammlung zur Geschichte der Geologie. Erläutert von Bruno v. Freyberg, Erlangen 1972
- Das geologische Schrifttum über Nordost-Bayern (1476–1965) Teil II: Biographisches Autoren-Register, Geologica Bavarica 71, Bayerisches Geologisches Landesamt 1974
- Neue Forschungsergebnisse aus dem Keuper und Lias von Erlangen, Erlanger Geologische Abhandlungen, Band 102, 1975, Nachtrag in Band 109, 1980